# Eimeriorina
Eimeriorina – podrząd podtypu apikompleksów, wchodzącego w skład typu Myzozoa.
Wszystkie gatunki należące do tego kladu są monokseniczne lub fakultatywnie monokseniczne (patrz Pasożyt monokseniczny). Merogonia, gamogonia oraz formowanie się oocytów mają miejsce wspólnie dla tego samego gospodarza. Gospodarzami mogą być kręgowce lub bezkręgowce.
Błędne rozpoznanie gatunków to główny problem systematyki kokcydii. Istnieje prawdopodobieństwo, że liczba rodzajów i/lub gatunków wchodzących w skład tego kladu może zmienić się w przyszłości.

## Systematyka
Podrząd ten dzieli się na 12 rodzin, 2 podrodziny oraz 50 rodzajów.
Rodzaj Eimeria wchodzący w skład tego kladu obejmuje ok. 1500 gatunków i jest najliczebniejszym rodzajem tego podrzędu.

## Rodziny i rodzaje
- rodzina Aggregatidae
  - Aggregata
  - Grasseella
  - Merocystis
  - Ovivora
  - Pseudoklossia
  - Selysina
- rodzina Atoxoplasmatidae
  - Atoxoplasma
- rodzina Barrouxiidae
  - Barrouxia
  - Crystallospora
  - Goussia
- rodzina Calyptosporiidae
  - Calyptospora
- rodzina Caryotrophidae
  - Caryotropha
  - Dorisiella
- rodzina Cryptosporidiidae
  - Cryptosporidium
- rodzina Eimeriidae
  - Alveocystis
  - Caryospora
  - Choleoeimeria
  - Cyclospora
  - Diaspora
  - Dorisa
  - Eimeria
  - Epieimeria
  - Gousseffia
  - Isospora
  - Margolisiella
  - Mantonella
  - Octosporella
  - Pfeifferinella
  - Polysporella
  - Sivatoshella
  - Skrjabinella
  - Tyzzeria
  - Wenyonella
- rodzina Elleipsisomatidae
  - Elleipsisoma
- rodzina Lankesterellidae
  - Lankesterella
  - Schellackia
- rodzina Sarcocystidae
  - Sarcocystinae
    - Frenkelia
    - Sarcocystis

  - Toxoplasmatinae
    - Besnoitia
    - Hammondia
    - Hyaloklossia
    - Neospora
    - Nephroisospora
    - Toxoplasma
- rodzina Selenococcidiidae
  - Selenococcidium
- rodzina Spirocystidae
  - Spirocystis
- niesklasyfikowane
  - Hoarella
  - Pythonella